# Podarcis tauricus
La lucertola dei Balcani orientali (Podarcis tauricus Pallas, 1814) è un rettile squamato della famiglia dei Lacertidi.

## Descrizione
Questa specie relativamente grande, corpulenta e poco schiacciata ha testa corta e corpo lungo fino a 6–8 cm; la coda sottile misura spesso il doppio del corpo. Il centro del dorso è (soprattutto nella stagione riproduttiva) perlopiù di colore verde intenso e senza macchie; ai lati si trovano 2 striature dorso-laterali chiare, seguite da fianchi marroni con macchie nere; soprattutto a sud si possono incontrare anche animali privi di marcature. Spesso sono visibili scudi marginali azzurri sul lato ventrale e macchie azzurre sulle spalle. Ventre e gola sono privi di marcature, in genere biancastri, giallognoli o arancioni.

## Biologia
Lucertola prevalentemente terricola, che si arrampica solo di rado. Gli accoppiamenti avvengono in genere tra marzo e aprile, dopo il letargo invernale, e le femmine depongono, 1-2 volte l'anno, 2-10 uova che nascondono nel terreno.

## Distribuzione e habitat
Questa specie compare, con l'eccezione di parti della Grecia centrale, su quasi tutti i Balcani meridionali, a nord fino alla Macedonia e all'Ungheria, a est fino all'Ucraina sud-occidentale e alla Turchia. Vive in pianura e in montagna fino a 2400 m, su prati e campi coltivati non troppo aridi o rocciosi, in zone dunali costiere con vegetazione sparsa o ai bordi di strade.

## Tassonomia
P. t. ionicus (Lehrs, 1902) popola l'Albania e la Grecia continentale, P. t. thasopulae (Kattinger, 1942) l'isola greca di Thasopulos e P. t. tauricus (Pallas, 1814) il resto dell'areale di distribuzione della specie.